# Суходольський В'ячеслав Володимирович
В'ячеслав Володимирович Суходольський (пол. Wacław Suchodolski, 1 січня 1877, Луцьк, Волинь — березень 1947, м. Бейрут) — російський, український і польський військовик.

## Життєпис
Вихованець Холмської гімназії, Чугуївського піхотного юнкерського училища, академії Генштабу (1904). Офіцер 43-го піхотного Охотського полку у Луцьку, старший ад'ютант штабів 8-ї кінної, 52-ї піхотної дивізій, 14-го армійського корпусу, викладач Одеського піхотного юнкерського училища. Генерал-майор у російській армії (1917).
В українській армії з 1918 року, член Комісії з утворення постійних військових шкіл та академій Української Держави.
Після інтернування Армії УНР в Польщі. З 1921 року — бригадний генерал запасу Війська Польського. Помер 1947 року в Бейруті.